# جون إدواردز (سياسي أمريكي، مواليد 1760)
جون إدواردز (بالإنجليزية: John Edwards)‏ هو سياسي أمريكي، ولد في 1760، وتوفي في 1803. انتخب عمدة تشارلستون، كارولاينا الجنوبية (1795 – 1797).